# Beng Mealea
Beng Méaléa est un temple cambodgien qui aurait été construit sous le règne de Suryavarman II, entre 1112 et 1152. 
Son plan d’ensemble et son style auraient servi de modèle pour l’édification d’Angkor Vat. C’est à l’origine un temple Hindou mais quelques motifs sont bouddhistes.      
Le site est situé à 42 km à l’Est de Siem Reap.     

## Description

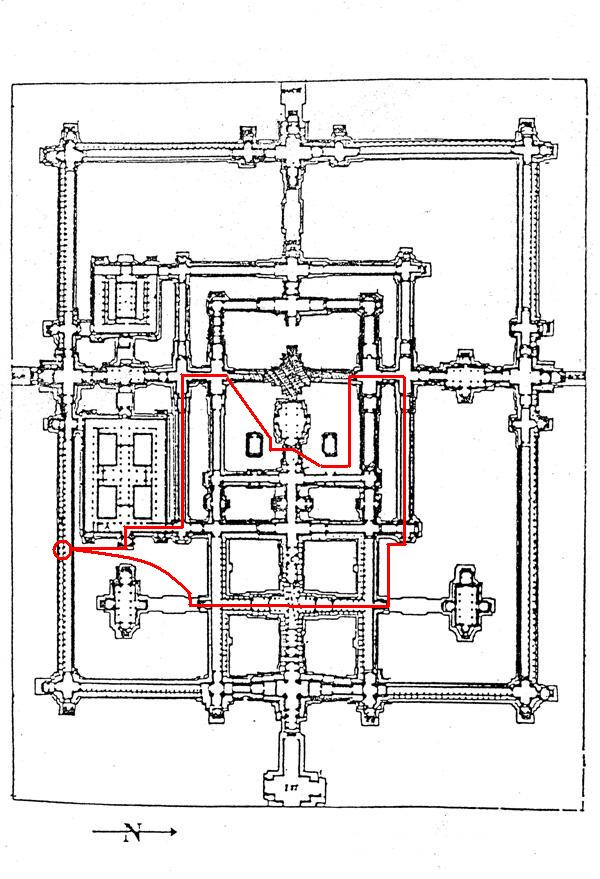
Carte d'après Léon de Beylié (1849-1910). En rouge le chemin aménagé pour les visiteurs du temple.

La galerie qui fait clôture extérieure au temple forme un quadrilatère d’environ 180 m par 150 m, l’ensemble du site est entouré de douves (1 025 m par 875 m) larges de 45 m.     
Son état présent est dominé par la jungle : les arbres ont poussé sur les tours, les racines et les lianes enlacent les colonnes. Les linteaux et autres blocs de grès de la construction jonchent le sol en piles gigantesques et exigent des visiteurs qu’ils les escaladent pour s’approcher de la tour centrale, elle aussi complètement effondrée.      
Parmi ce fatras, on peut toutefois découvrir de très beaux reliefs qui évoquent des scènes du Ramayana ; « Sita dans le feu mettant à l’épreuve son innocence » et le « barattage de la mer de lait ».     
Le cinéaste Jean-Jacques Annaud a choisi ce site comme décor du film Deux Frères tourné en 2004.